# Jenny Staley Hoad
Jenny Staley Hoad (* 3. März 1934 in Melbourne als Jennifer Staley; † 14. Februar 2024 in Fuengirola, Spanien) war eine australische Tennisspielerin.

## Karriere
In ihrer Jugend konnte Jenny Staley bereits Erfolge verbuchen. So gewann sie an der Seite von Margaret Wallis das Juniorinnendoppel der Australian Championships 1951. Im Jahr 1953 entschied sie in ihrer Heimatstadt den Einzelwettbewerb der Juniorinnen bei den Australian Championships, die später in Australian Open umbenannt wurden, für sich.

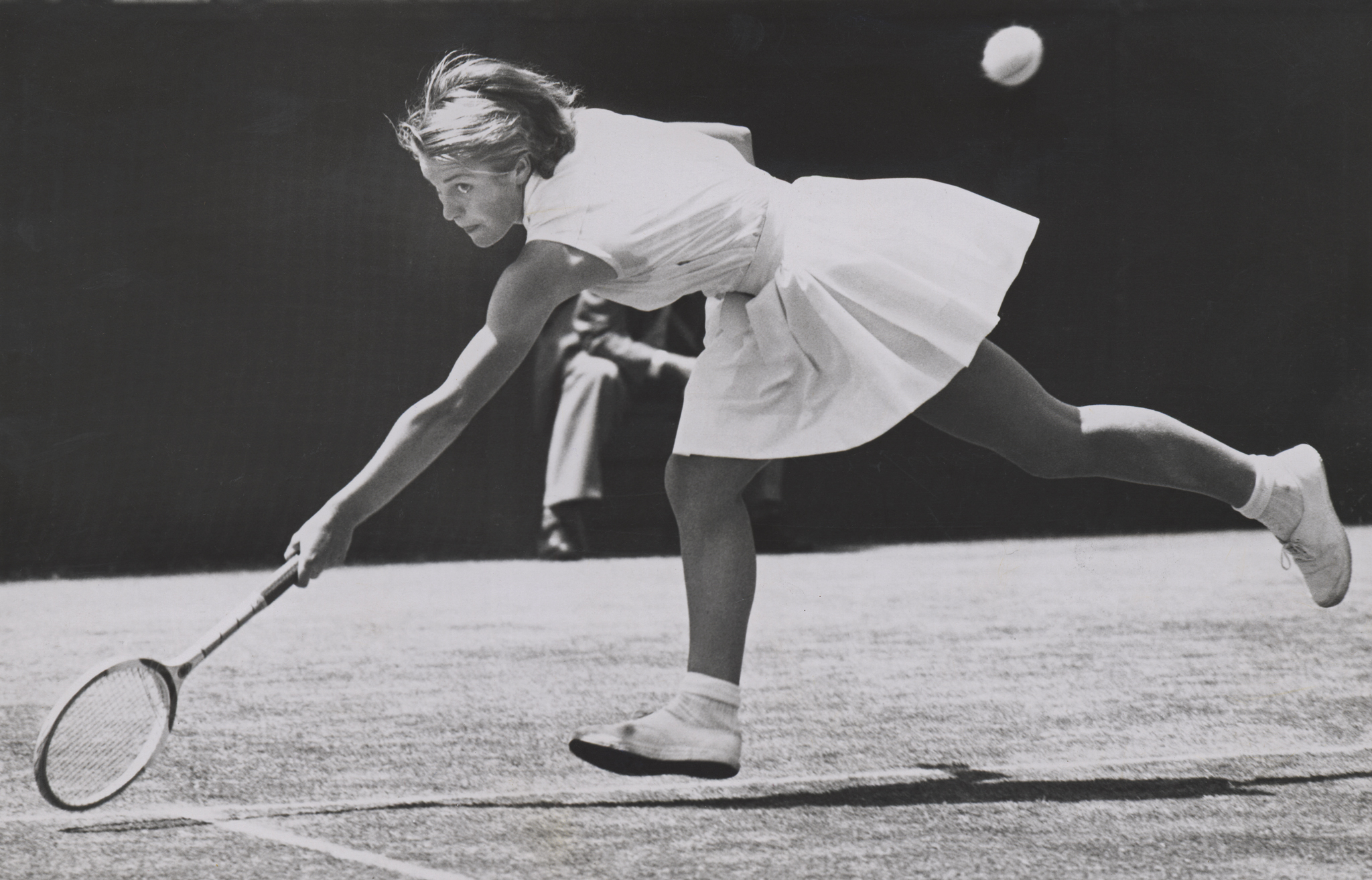
Jenny Staley (1954)

Im Folgejahr erreichte sie das Finale der Australian Championships, das sie in zwei Sätzen gegen Thelma Coyne Long verlor. Im November stand Staley im Finale der New South Wales Championships, in welchem sie in drei Sätzen Beryl Penrose unterlag.
Bei den Australian Championships 1955 spielte sie gemeinsam mit ihrem damaligen Freund und späteren Ehemann Lew Hoad im Finale gegen Thelma Coyne Long und George Worthington, denen sie sich in zwei Sätzen geschlagen geben mussten. Im Einzelwettbewerb erreichte sie das Halbfinale, in dem sie Beryl Penrose unterlag. Bei den French Open verlor sie an der Seite des Chilenen Luis Ayala das Finale des Mixed-Wettbewerbs. Bei den Wimbledon Championships 1955, wo sie nach ihrer Heirat erstmals als Jenny Staley Hoad antrat, konnte sie das Achtelfinale erreichen, das Angela Buxton gegen sie gewann.
Nachdem sie 1956 bei ihrem Heimturnier nicht gespielt hatte, konnte sie bei den drei weiteren Grand-Slam-Turnieren ihre jeweils besten Ergebnisse verbuchen. In Wimbledon verlor sie im Achtelfinale gegen die spätere Turniersiegerin Shirley Fry. Bei den French Open scheiterte sie im Viertelfinale an Angela Mortimer. Bei ihrer einzigen Teilnahme bei den US Open kam sie nur bis in die zweite Runde.
Nach ihrem Viertelfinaleinzug bei den Australian Championships 1957 spielte Staley Hoad nur noch vereinzelt bei Tennisturnieren.

## Persönliches

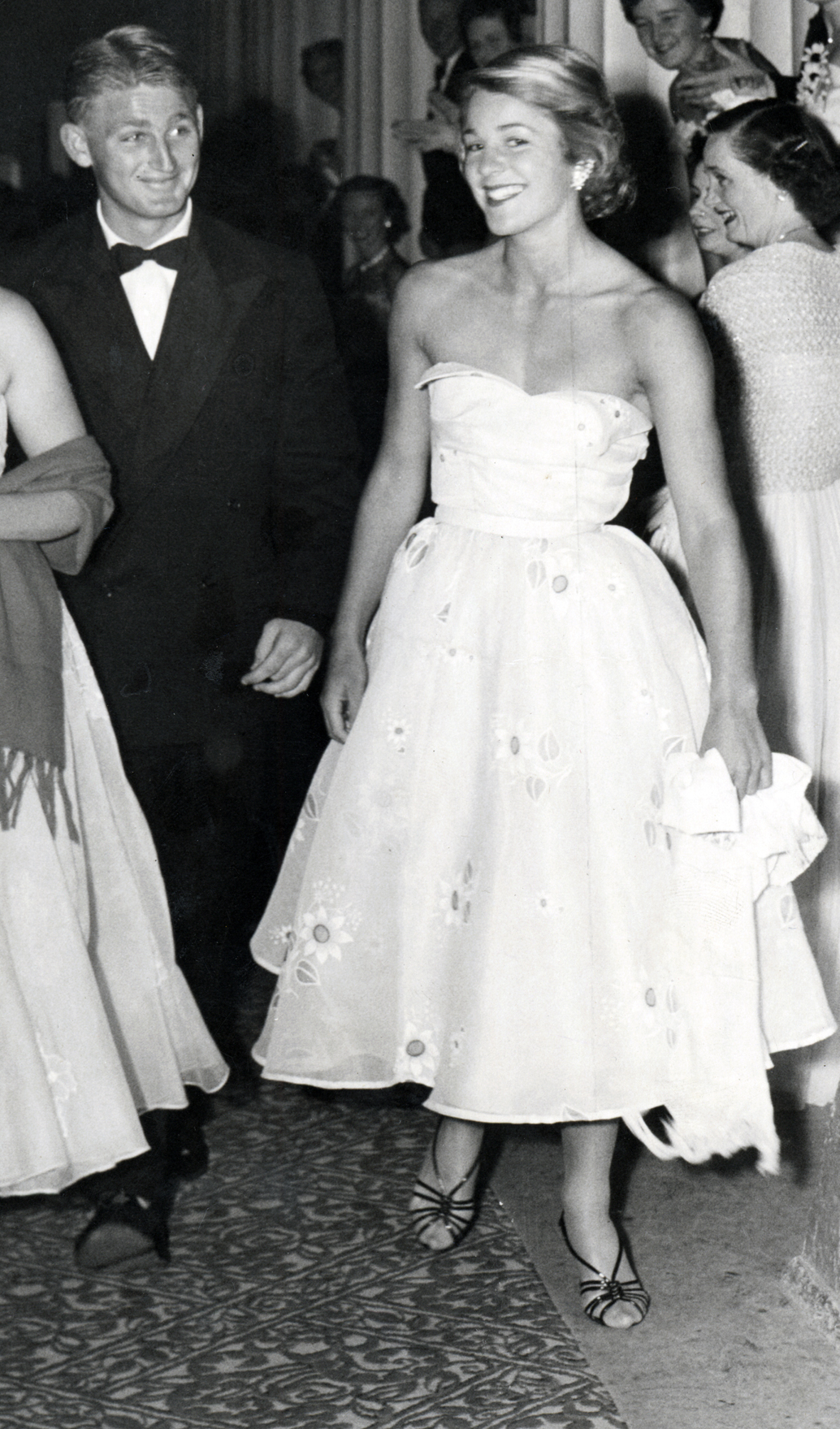
Jenny Staley und Lew Hoad

Auf der Feier ihres 21. Geburtstags im März 1955 verlobte sie sich mit Lew Hoad. Sie planten, ihre Verlobung im Juni 1955 während ihrer Turnierreise in London bekannt zu geben. Nach ihrer Ankunft in London bemerkte Staley ihre Schwangerschaft, so dass das Paar beschloss, spontan zu heiraten. Die Ehe wurde am 18. Juni 1955 in der St Mary’s Church im Londoner Stadtteil Wimbledon geschlossen, kurz bevor sie beim Turnier in Wimbledon starteten. Aus der Ehe gingen zwei Töchter und ein Sohn hervor.
Nachdem Lew Hoad sich vom professionellen Tennissport zurückgezogen hatte, verlegten die beiden ihren Lebensmittelpunkt ins spanische Fuengirola bei Málaga. Sie leiteten dort für mehr als 30 Jahre ein Tennis-Resort, das Lew Hoad’s Campo de Tenis. Zu den Gästen gehörten unter anderem die Schauspieler Stewart Granger, Sean Connery, Richard Burton, Deborah Kerr und ihr Ehemann Peter Viertel, Kirk Douglas, der Sänger Frank Sinatra und der Saxophonist Stan Getz. Im Januar 1994 erhielt Lew Hoad die Diagnose einer seltenen und unheilbaren Form der Leukämie, an der er im Juli desselben Jahres im Alter von 59 Jahren starb.
Fünf Jahre nach dem Tod ihres Ehemanns verkaufte Jenny Staley Hoad 1999 das Resort, blieb aber auf dem Gelände wohnen. Im Jahr 2002 veröffentlichte sie gemeinsam mit dem australischen Sportjournalisten Jack Pollard die Biografie My Life With Lew.
Sie starb am 14. Februar 2024.

## Finalteilnahmen bei Grand-Slam-Turnieren

### Einzel
| Nr. | Datum           | Turnier                  | Belag | Finalgegnerin     | Ergebnis |
| --- | --------------- | ------------------------ | ----- | ----------------- | -------- |
| 1.  | 1. Februar 1954 | Australian Championships | Rasen | Thelma Coyne Long | 3:6, 4:6 |

### Mixed
| Nr. | Datum           | Turnier                  | Belag | Doppelpartner | Finalgegner                          | Ergebnis      |
| --- | --------------- | ------------------------ | ----- | ------------- | ------------------------------------ | ------------- |
| 1.  | 31. Januar 1955 | Australian Championships | Rasen | Lew Hoad      | Thelma Coyne Long George Worthington | 2:6, 1:6      |
| 2.  | 5. Juni 1955    | French Open              | Sand  | Luis Ayala    | Darlene Hard Gordon Forbes           | 7:5, 1:6, 2:6 |

## Abschneiden bei Grand-Slam-Turnieren im Einzel
Angegeben ist immer die erreichte Runde
| Turnier         | 1952 | 1953 | 1954 | 1955 | 1956 | 1957 | 1968 | 1972 | Karriere |
| --------------- | ---- | ---- | ---- | ---- | ---- | ---- | ---- | ---- | -------- |
| Australian Open | 2    | 2    | F    | HF   | –    | VF   | –    | –    | F        |
| French Open     | –    | –    | –    | 2    | VF   | 2    | –    | –    | VF       |
| Wimbledon       | –    | –    | –    | AF   | AF   | 1    | 2    | Q1   | AF       |
| US Open         | –    | –    | –    | –    | 2    | –    | –    | –    | 2        |

## Veröffentlichungen
- Jenny Hoad & Jack Pollard: My Life With Lew. HarperCollins Publishers, Sydney 2002, ISBN 978-0-7322-7067-4.